# Liste des évêques et archevêques de Lanciano
Cette liste recense les évêques et archevêques qui se sont succédé sur le siège de Lanciano. À partir de 1834, les archevêques ont également le diocèse d'Ortona en administration perpétuelle ; celle-ci prend fin en 1945 lorsque le Saint-Siège unit les deux diocèses. Les deux juridictions sont pleinement unis en 1986 et prend le nom d'archidiocèse de Lanciano-Ortona.

## Évêques de Lanciano
- Angelo Maccafani (1515-1517)
  - Siège vacant (1517-1532)
- Gilles de Viterbe O.E.S.A (1532-1532)
- Michele Fortini (1535-1539)
- Juan Salazar Fernández (1540-1555)
- Pompeo Piccolomini (1556-1560), nommé évêque de Tropea
- Leonardo Marini, O.P (1560-1562), nommé archevêque de Lanciano

## Archevêques de Lanciano
- Leonardo Marini, O.P (1562-1566), nommé, à titre personnel, archevêque d'Alba
- Ettore Piscicelli (1568-1569)
- Antonio Gaspar Rodríguez, O.F.M (1570-1578)
- Mario Bolognini (1579-1588), nommé, à titre personnel, archevêque de Crotone
- Paolo Tasso (1588-1607)
  - Siège vacant (1607-1610)
- Lorenzo Monzonís Galatina, O.F.M (1610-1617), nommé, à titre personnel, archevêque de Pouzzoles
- Francisco Romero, O.Carm (1618-1621), nommé, à titre personnel, archevêque de Vigevano
- Andrea Gervasi (1622-1668)
- Alfonso Álvarez Barba Ossorio, O.C.D (1669-1673), nommé archevêque de Brindisi
- Francesco Antonio Carafa, C.R (1675-1687), nommé, à titre personnel, archevêque de Catane
- Manuel de la Torre Gutiérrez, O. de M (1688-1694)
- Giovanni Andrea Monreale (1695-1696)
- Bernabé de Castro, O.E.S.A (1697-1700)
- Giovanni Uva, O.F.M (1701-1717)
- Antonio Paternò (1719-1728)
- Arcangelo Maria Ciccarelli, O.P (1731-1738), nommé, à titre personnel, archevêque d'Ugento
- Domenico De Pace (1739-1745)
- Anton Ludovico Antinori, C.O (1745-1754), nommé archevêque d'Acerenza et Matera
- Giacomo Leto (1754-1769)
- Domenico Gervasoni (1769-1784)
- Francesco Saverio De Vivo (1786-1792), nommé, à titre personnel, archevêque de Nusco
- Francesco Amoroso (1792-1807)
  - Siège vacant (1807-1818)
- Francesco Maria de Luca (1818-1834), nommé archevêque de Lanciano et administrateur perpétuel d'Ortona

## Archevêques de Lanciano et administrateurs perpétuels d'Ortona
- Francesco Maria De Luca (1834-1839)
- Ludovico Rizzuti (1839-1848)
- Giacomo de Vincentiis (1848-1866)
  - Siège vacant (1866-1872)
- Francesco Maria Petrarca (1872-1895)
- Angelo Della Cioppa (1896-1917)
- Nicola Piccirilli (1918-1939)
- Pietro Tesauri (1939-1945)

## Archevêques de Lanciano et évêque d'Ortona
- Gioacchino Di Leo (1946-1950), nommé, à titre personnel, archevêque de Mazaro del Vallo
- Benigno Luciano Migliorini, O.F.M (1951-1962)
- Pacifico Maria Luigi Perantoni, O.F.M (1962-1974)
- Leopoldo Teofili (1974-1981)
- Enzio d’Antonio (1982-1986), nommé archevêque de Lanciano-Ortona

## Archevêques de Lanciano-Ortona
- Enzio d’Antonio (1986-2000)
- Carlo Ghidelli (2000-2010)
- Emidio Cipollone (2010-  )

## Sources
- http://www.catholic-hierarchy.org